# Sint Annapolder en het Schapengors
Het waterschap Sint Annapolder en het Schapengors was een waterschap in de gemeente Rockanje in de Nederlandse provincie Zuid-Holland.
Het waterschap was in 1811 ontstaan als de (gedeeltelijke) rechtsopvolger van het Ambacht Sint Annapolder en het Schapengors. 
Het waterschap was verantwoordelijk voor de waterhuishouding in de polders.